# 16085 Laffan
A 16085 Laffan (ideiglenes jelöléssel 1999 TM27) a Naprendszer kisbolygóövében található aszteroida. A LINEAR projekt keretében fedezték fel 1999. október 3-án.